# Джиган, Шимон
Ши́мон Джи́ган (идиш שמעון דזשיגאן‎ — Ши́мен Джи́ган, пол. Szymon Dżigan, Семён Моисеевич Джиган; 1905, Лодзь, Российская империя — 14 апреля 1980, Тель-Авив, Израиль) — польский и израильский комик (на идише), актёр, сыгравший несколько главных ролей в предвоенных художественных фильмах на этом языке. Вместе с Израилем Шумахером создал в конце 30-х годов XX столетия самый известный комедийный дуэт «Джиган и Шумахер», просуществовавший до 1961 года.

## Биография
Шимен Джиган родился в 1905 году в Лодзи в семье военнослужащего русской армии Мойше Джигана (пол. Moszek Dzigan, 1867—1942). После начала Первой мировой войны поступил в ученики к портному.
В 1927 году стал выступать в роли комедианта на идише. В 1927 году познакомился с Исроэлом (Сруликом) Шумахером и стал вместе с ним выступать на театральных сценах. Их работу заметил Мойше Бродерзон и предложил им работу в литературном кабаре «Арарат», который был основан в Лодзи. Позднее литературное кабаре было преобразовано в еврейский театр «Арарат». После закрытия театра Шимон Джиган вместе с Израилем Шумахером организовал комедийный дуэт «Джиган и Шумахер». Этот дуэт выступал на идише и стал одним из самых известных предвоенных комедийных дуэтов на этом языке.
В 1935 году Шимон Джиган основал в Варшаве собственный театр-кабаре «Nowości». C 1936 года стал сниматься в художественных фильмах на идише, где сыграл несколько главных ролей. В фильме «Ун а hейм» (Без дома) вместе с Шимоном Джиганом главную роль сыграла еврейская актриса Вера Гран.
После начала Второй мировой войны Джиган вместе с Шумахером из Варшавы бежал в Белосток, откуда вскоре перебрался на территорию Советского Союза. Родители погибли в гетто Лодзи. До июня 1941 года Джиган и Шумахер гастролировали дуэтом в Минске, Москве, Ленинграде, Киеве и Харькове. После начала Великой Отечественной войны Шимон Джиган пытался вступить в Армию Андерса. Был обвинён в дезертирстве и помещён в трудовой лагерь. С 1942 года Джиган и Шумахер находились в трудовом лагере возле Ташкента.
В 1946 году Шимон Джиган был выпущен из трудового лагеря и переехал в Москву. В 1948 году вернулся в Польшу и в 1950 году эмигрировал в Израиль, после чего продолжил выступать вместе с Шумахером на театральных сценах в странах Европы, США.
В 1961 году после смерти Израиля Шумахера дуэт «Джиган и Шумахер» распался.
В 1977 года Шимон Джиган создал на израильском телевидении собственную телевизионную передачу на идише «Вечер с Джиганом».
5 апреля 1980 года у Шимона Джигана случился сердечный приступ во время его нового представления. Он вернулся в Тель-Авив и умер 14 апреля 1980 года и был похоронен на кладбище Кирьят-Шаул.

## Фильмография
- 1936 — Ал хет (Покаяние);
- 1937 — Фрейлэхе капцоним (Весёлые бедняки);
- 1939 — Он а hейм (Без дома);
- 1948 — Ундзере киндер (Наши дети).

## Источник
- YIVO encyclopedia of European Jewry.